# Jeannie Longo
Jeannie Michelle Alice Longo-Ciprelli (Annecy, Haute-Savoie, 31 oktober 1958) is een Franse voormalig wielrenster. Ze is een van de succesvolste wielrensters ooit. Zo behaalde ze in totaal 58 nationale titels op de weg en op de baan. Met 9 wereldtitels en een olympische titel op de weg heeft ze bovendien meer gepresteerd dan welke (ook mannelijke) profwielrenner ook. Ze boekte in totaal meer dan 900 zeges. Ook verbeterde Longo meermalen het werelduurrecord. Ze kwam echter ook enkele keren in opspraak en werd gestraft voor dopinggebruik.

## Biografie

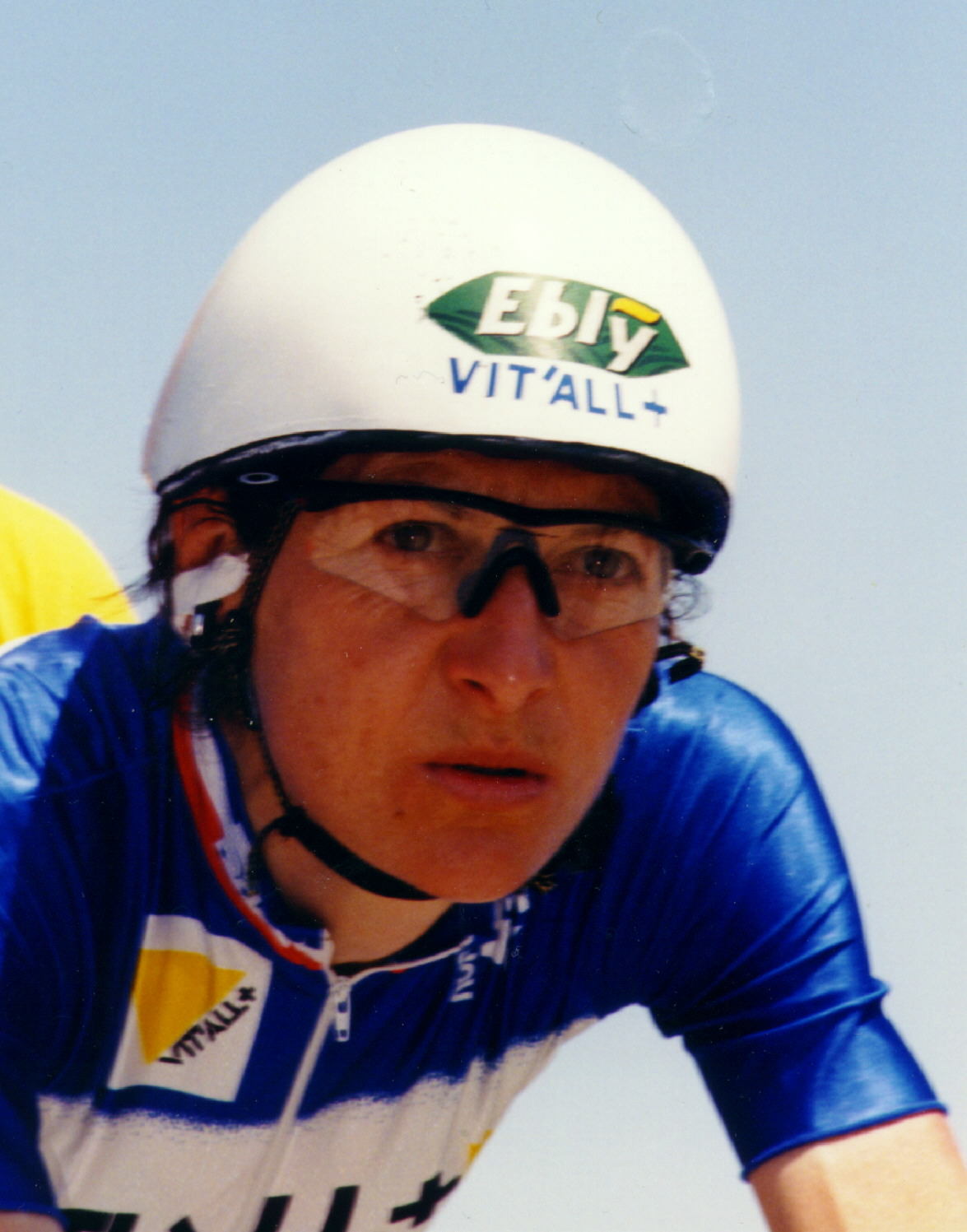
Tijdrit Women's Challenge 2001.

Longo heeft sinds 1984 aan zeven Olympische Zomerspelen meegedaan. Bij de Olympische Spelen van 2008 in Peking werd ze vierde op de tijdrit en miste daarbij op twee seconden het brons. Toen ze de vijftig al gepasseerd was, heeft ze laten weten dat ze minimaal door wilde gaan met fietsen tot het WK 2009 in het Zwitserse Mendrisio. Bij de tijdrit behaalde ze de tiende plaats. In 2010 werd ze vijfde op de tijdrit en twaalfde op de wegrit van het WK in Geelong.

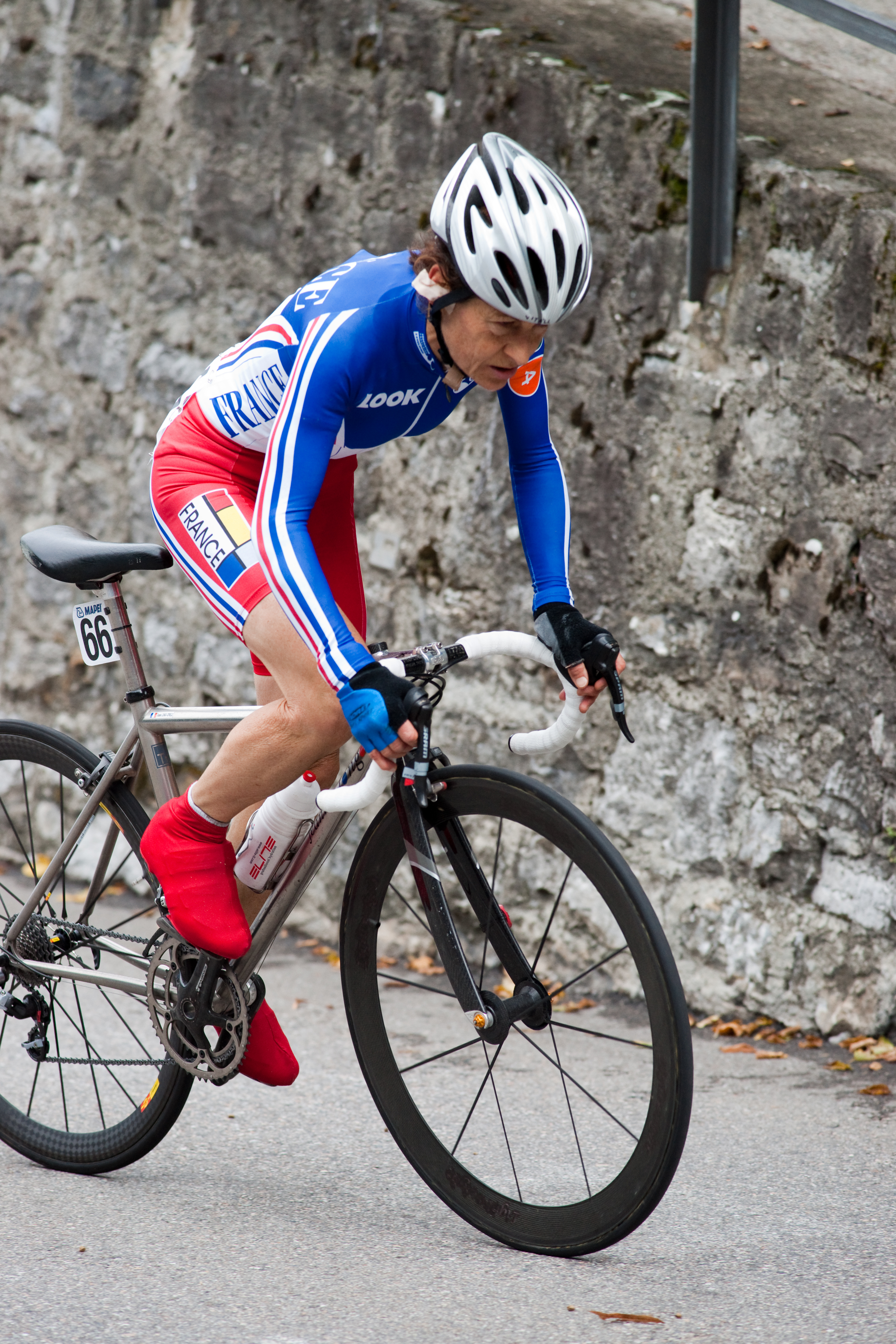
Longo tijdens het WK 2009.

In 2011 won ze - 52 jaar oud - voor de laatste keer het Franse kampioenschap tijdrijden en werd tweede in de wegrit. Longo werd op 57-jarige leeftijd nog dertiende tijdens het nationaal kampioenschap tijdrijden in 2016.

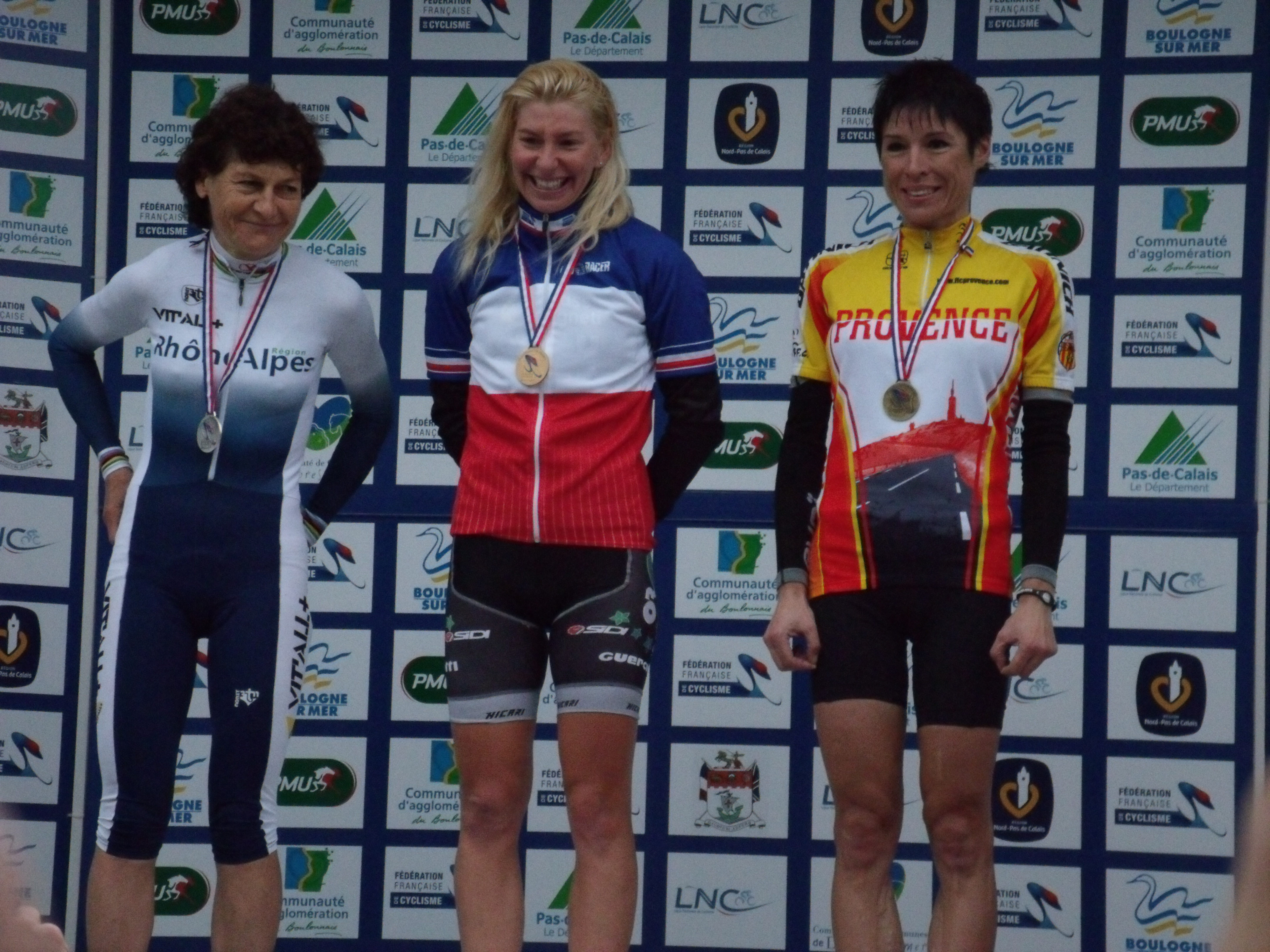
Longo won in 2011 in de tijdrit haar 58e en ze greep op de weg naast haar 59e Franse nationale titel.

### Werelduurrecord
Op 5 november 2000 verbrak Longo het drie weken oude werelduurrecord van Anna Wilson-Millward met 1200 meter tot 44,767 km. Eén maand later verbeterde ze haar eigen record tot 45,094 km. Haar rivale Leontien van Moorsel verbrak dit record op 1 oktober 2003 door 46,065 km te rijden in Mexico City.
Vóór 2000 verbrak Longo het record reeds viermaal, maar deze werden verreden op aerodynamische fietsen en werden in 2000 geplaatst in de categorie Best Human Effort. Tussen 1986 en 1989 verbrak ze dit record met 44,7 km, 44,9 km en een evenaring van 44,9 km. In 1996 verbeterde ze het tot 48,159 km.

### Doping
In september 1987 werd Longo betrapt op ephedrine na een 3 km-wereldrecordpoging in Colorado Springs. Ze werd hiervoor één maand geschorst.
In september 2011 kwam ze in opspraak omdat meerdere malen onduidelijkheid bleek te zijn over haar whereabouts. Ook miste ze in anderhalf jaar tijd drie dopingtesten. Na 5,5 jaar, in maart 2017, werd Longo's man en coach Patrice Ciprelli veroordeeld tot één jaar voorwaardelijke gevangenisstraf voor het importeren van 33 dozen EPO tussen 2008 en 2011; bovendien moest hij € 12.800 betalen aan boetes en gerechtskosten. In januari 2018 verloor ze een rechtszaak bij het Europees Hof voor de Rechten van de Mens waarin zij, samen met andere Franse sporters en sportbonden, het gebrek aan privacy bij de whereabouts aan de kaak stelde. Het Hof stelde hen echter in het ongelijk; het oordeelde weliswaar dat er sprake is van enige inbreuk op de privacy, maar dat dat geoorloofd is.

## Overwinningen
Jeannie Longo won, met name in Frankrijk, tientallen eindklassementen en meer dan 150 etappes. In de Ronde van Frankrijk voor vrouwen won ze 31 etappes, waaronder één ploegentijdrit, en behaalde ze de eindoverwinning in 1987, 1988 en 1989.

### Etappekoersen
- 5 eindklassementen en 20 etappes in Tour de la Drôme
- 3 eindklassementen en 31 etappes in La Grande Boucle Féminine
- 3 eindklassementen en 13 etappes in Tour de Vendée
- 3 eindklassementen en 12 etappes in Coors Classic
- 3 eindklassementen en 7 etappes in Étoile vosgienne
- 2 eindklassementen en 14 etappes in Ronde van Colombia
- 2 eindklassementen en 10 etappes in Women's Challenge
- 2 eindklassementen en 8 etappes in Tour de l'Aude
- 2 eindklassementen en 6 etappes in Vuelta de Bisbee
- 2 eindklassementen en 5 etappes in Tour of Texas
- 2 eindklassementen en 4 etappes in Tour du Pays de Conques
- 2 eindklassementen en 4 etappes in Ronde van de Finistère
- 1 eindklassement en 10 etappes in Postgiro
- 1 eindklassement en 4 etappes in Ronde van de Gila
- 1 eindklassement en 3 etappes in Ronde van de Isère
- 1 eindklassement en 3 etappes in Tour du canton de Perreux
- 1 eindklassement en 3 etappes in Trophée d'Or
- 1 eindklassement en 3 etappes in Sear may Classic
- 1 eindklassement en 2 etappes in Killington
- 1 eindklassement en 2 etappes in North End Classic
- 1 eindklassement en 2 etappes in Ronde van de Bourgogne

### Kampioenschappen en Spelen
Vanaf 1979 won Longo 20 keer de nationale titel in de wegrit, elf keer in de tijdrit en drie keer in de ploegentijdrit. Ze won tussen 1985 en 1995 vijf wereldtitels op de weg en tussen 1995 en 2001 vier wereldtitels in de tijdrit. Tussen 1984 en 2008 deed ze zeven keer mee aan de Olympische Zomerspelen; in 1996 won ze de wegrit en werd tweede in de tijdrit.
Op de baan werd ze zestien keer Frans kampioen in de achtervolging en acht keer in de puntenkoers. Ze won drie wereldtitels in de achtervolging en een keer in de puntenkoers in 1989. Tijdens de Olympische Zomerspelen 1992 in Barcelona werd ze zesde in de achtervolging.
| Wedstrijd     | 79    | 80   | 81    | 82    | 83    | 84     | 85     | 86   | 87     | 88   | 89   | 90 | 91 | 92     | 93     | 94     | 95    | 96     | 97 | 98   | 99   | 00     | 01     | 02     | 03     | 04     | 05     | 06     | 07     | 08   | 09     | 10   | 11     | 12 | 13 | 14 | 15 | 16 |
| ------------- | ----- | ---- | ----- | ----- | ----- | ------ | ------ | ---- | ------ | ---- | ---- | -- | -- | ------ | ------ | ------ | ----- | ------ | -- | ---- | ---- | ------ | ------ | ------ | ------ | ------ | ------ | ------ | ------ | ---- | ------ | ---- | ------ | -- | -- | -- | -- | -- |
| FK weg        | Goud  | Goud | Goud  | Goud  | Goud  | Goud   | Goud   | Goud | Goud   | Goud | Goud |    |    | Goud   |        |        | Goud  |        |    | Goud | Goud | Goud   | Goud   |        |        | Goud   |        | Goud   |        | Goud |        |      | Zilver | 12 |    |    |    |    |
| FK ITT        |       |      |       |       |       |        |        |      |        |      |      |    |    |        |        |        | Goud  |        |    |      | Goud | Goud   | Goud   | Goud   | Goud   |        |        | Goud   |        | Goud | Goud   | Goud | Goud   | 5  | 9  | 14 | 13 | 13 |
| FK baan1      | Brons | Goud | Goud  | Goud  | Goud  | Goud   | Goud   | Goud | Goud   | Goud | Goud |    |    | Goud   |        | Goud   | Brons | Zilver |    | Goud | Goud | Zilver | Zilver | Zilver | Zilver | Zilver | Goud   | Zilver | Zilver | Goud | Zilver | 4    | Brons  |    |    |    |    |    |
| FK baan2      |       |      |       |       |       |        |        | Goud | Goud   | Goud | Goud |    |    | Goud   |        | Zilver | Brons |        |    |      |      |        |        | Goud   | 4      | Zilver | Zilver | Goud   | 4      | 4    | 8      | 6    | Goud   |    |    |    |    |    |
| WK weg        | 8     | 10   | ↑     | -     | 5     |        | ↑      | ↑    | ↑      |      | ↑    |    |    |        | ↑      | 9      | ↑     | 7      | 49 | 9    | 9    | -      | ↑      | -      | 6      | 21     |        | -      | 23     | 17   | 50     | 12   |        |    |    |    |    |    |
| WK ITT        |       |      |       |       |       |        |        |      |        |      |      |    |    |        |        | ↑      | ↑     | ↑      | ↑  | 5    | 9    | ↑      | ↑      | 7      | 6      | 15     |        |        |        |      |        |      |        |    |    |    |    |    |
| WK baan1      |       | 4    | Brons | Brons | Brons | Zilver | Zilver | Goud | Zilver | Goud | Goud |    |    |        | 4      |        |       |        |    |      |      |        |        |        |        |        |        |        |        |      |        |      |        |    |    |    |    |    |
| WK baan2      |       |      |       |       |       |        |        |      |        |      | Goud |    |    | 5      |        |        |       |        |    |      |      |        |        |        |        |        |        |        |        |      |        |      |        |    |    |    |    |    |
| OS weg        |       |      |       |       |       | 6      |        |      |        | 21   |      |    |    | ↑      |        |        |       | ↑      |    |      |      | 26     |        |        |        | 10     |        |        |        | 24   |        |      |        |    |    |    |    |    |
| OS ITT        |       |      |       |       |       |        |        |      |        |      |      |    |    |        |        |        |       | ↑      |    |      |      | ↑      |        |        |        | 14     |        |        |        | 4    |        |      |        |    |    |    |    |    |
| OS baan1      |       |      |       |       |       |        |        |      |        |      |      |    |    | 6      |        |        |       |        |    |      |      |        |        |        |        |        |        |        |        |      |        |      |        |    |    |    |    |    |
| World ranking |       |      |       |       |       |        | Goud   | Goud | Goud   |      | Goud |    | 15 | Zilver | Zilver | 12     | Goud  | Goud   | 7  | 14   | 12   | 12     | 11     | 75     | 31     | 61     | 66     | 69     | 52     | 42   | 21     | 25   | 81     |    |    |    |    |    |

"ITT" = individuele tijdrit; "-" = wel gestart, niet gefinisht; "baan 1" = achtervolging; "baan 2" = puntenkoers
World ranking: tot 1987 Super-Prestige Pernod, 1989-1994 Wereldklassement en vanaf 1995 UCI-wereldklassement

## Onderscheidingen
Jeannie Longo werd in 1986 benoemd tot Ridder in het Legioen van Eer. In 1996 werd ze bevorderd tot Officier en in 2010 tot Commandeur in deze orde. In 2002 werd ze opgenomen in de Hall of Fame van de UCI.

## Trivia
- In december 2006 stapte Longo over naar wielerploeg Unique, wat haar eerste buitenlandse avontuur in haar carrière betekende.[12]
- Naast haar professionele wielercarrière is Jeannie Longo ook nog skilerares.

1984: Connie Carpenter-Phinney ·
1988: Monique Knol ·
1992: Kathy Watt ·
1996: Jeannie Longo ·
2000: Leontien van Moorsel ·
2004: Sara Carrigan ·
2008: Nicole Cooke ·
2012: Marianne Vos ·
2016: Anna van der Breggen ·
2020: Anna Kiesenhofer ·
2024: Kristen Faulkner
- Bibliothèque nationale de France: cb12070095d (data)
- Gemeinsame Normdatei: 118921959
- International Standard Name Identifier: 0000 0000 7830 2923
- Library of Congress Control Number: n88678346
- Système universitaire de documentation: 075649802
- Virtual International Authority File: 74652086
- WorldCat: E39PBJmDmVbBhYX7jmhvwvbGHC